# Bertha Schrader
Bertha Schrader, auch Berta Schrader (* 11. Juni 1845 in Memel; † 11. Mai 1920 in Dresden), war eine deutsche Malerin, Grafikerin und Lithografin.

## Leben
Bertha Schrader wurde in Memel, im heutigen Litauen geboren, wuchs in Sankt Petersburg auf und zog 1854 nach Dresden. In Berlin und Dresden studierte sie unter anderem bei Paul Graeb und Paul Baum und arbeitete vermehrt mit Holz. Zwischen 1882 und 1916 war sie Mitglied im VdBK und stellte dort in den Jahren 1882, 1884, 1886, 1888, 1892, 1894 und 1901 aus. 1899 war sie im Mitgliederverzeichnis des Vereins bildender Künstler Dresden unter der Adresse Sidonienstraße 12, III gelistet. Sie war ebenso Vorsitzende der Gruppe Dresdner Künstlerinnen.
Sie stellte in Berlin, Dresden, Hannover, Hamburg und Bremen aus.

Werke im Stil des französischen Pointillismus
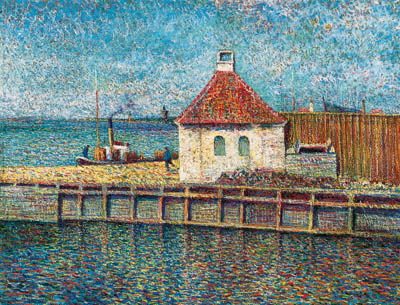
Bertha Schrader – Hafenansicht, zwischen 1900 und 1920
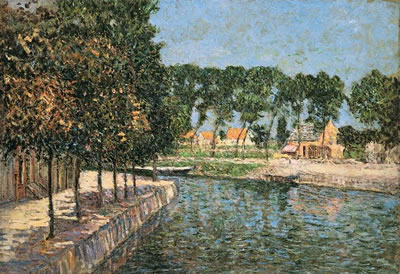
Bertha Schrader – Holländischer Kanal, zwischen 1900 und 1920
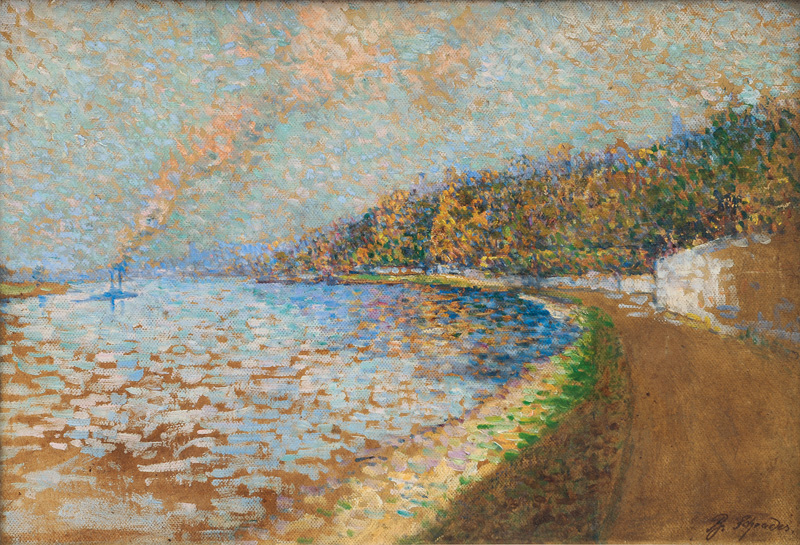
Bertha Schrader – An der Elbe, 1910